# Hysteropterum albaceticum
Hysteropterum albaceticum är en insektsart som beskrevs av Dlabola 1983. Hysteropterum albaceticum ingår i släktet Hysteropterum och familjen sköldstritar.
Artens utbredningsområde är Spanien. Inga underarter finns listade i Catalogue of Life.